# Gimhae
Gimhae (김해시?, 金海市?, Gimhae-siLR), è una città della provincia sudcoreana del Gyeongsang Meridionale.